# Bursera pontiveteris
Bursera pontiveteris là một loài thực vật có hoa trong họ Burseraceae. Loài này được Rzed., Calderón & Medina mô tả khoa học đầu tiên năm 2004.